# Слепота к неожиданным изменениям в слуховой модальности
Слепота к неожиданным изменениям в слуховой модальности (англ. inattentional — «невнимательный», deafness — «глухота») — когнитивный феномен, при котором человек не замечает неожиданные звуки из-за сосредоточенности на другой задаче. Этот эффект является слуховым аналогом слепоты невнимания  и связан с ограниченной пропускной способностью внимания.
Феномен изучается в рамках когнитивной психологии и нейронаук. Основные исследования связаны с работами Полы Далтон, Наоми Лави, Дэниела Саймонса и других учёных. Ключевые объяснения включают теорию перцептивной нагрузки и модели избирательного внимания   .
Слепота к неожиданным изменениям в слуховой модальности проявляется в условиях высокой когнитивной нагрузки, особенно при выполнении зрительно-пространственных задач. Одним из связанных с данным явлений является эффект коктейльной вечеринки (избирательное слуховое внимание).

## История изучения
Первые исследования слепоты к неожиданным изменениям в слуховой модальности связаны с более широком изучением ограниченности человеческого внимания. Основополагающие работы в этой области были проведены в середине XX века Дональдом Бродбентом, он разработал модель фильтра внимания. Однако сам феномен слуховой невнимательности начал систематически изучаться значительно позже.
Поворотным моментом стало классическое исследование невнимательной слепоты Макка и Рока, в котором было доказано, что люди достаточно часто не замечают очевидные визуальные стимулы при выполнении сложных задач. С этого началось изучение аналогичных эффектов в других модальностях.
Значительный прорыв произошел в 2012 году, когда Пола Далтон и Натан Френкель провели серию экспериментов, продемонстрировавших существование устойчивой слуховой невнимательности. Их исследование использовало методологию, аналогичную эксперименту с "невидимой гориллой" Саймонса и Чабриса (1999 г.), но применяло ее к слуховой модальности. Результаты показали, что участники во время выполнения сложных зрительных задач в 70% случаев не замечали неожиданных звуковые стимулов, включая человеческую речь.
Последующие работы  углубили понимание механизмов этого феномена. В них была выявлена ключевая роль когнитивной нагрузки в возникновении данного феномена. Современные исследования используют методы нейровизуализации (фМРТ, ЭЭГ) для изучения нейронных коррелятов слепоты к неожиданным изменениям в слуховой модальности. В них выявляются особенности работы слуховой коры и фронтальных областей мозга при выполнении задач с высокой нагрузкой на внимание.

## Условия проявления
Слепота к неожиданным изменениям в слуховой модальности возникает при условии влияния комплекса факторов:
1.    Когнитивные факторы:
o   Перцептивная нагрузка : эффект усиливается пропорционально сложности основной задачи. Критическим порогом считается нагрузка, занимающая более 70% когнитивных ресурсов.
o   Кросс-модальная интерференция : зрительные задачи вызывают более сильное подавление слухового восприятия, чем наоборот. Это связано с доминированием зрительной модальности в человеческой когнитивной системе.
2.    Характеристики стимула:
o   Неожиданность: звуки, не соответствующие текущему контексту деятельности, пропускаются чаще. Однако даже релевантные стимулы могут игнорироваться при достаточной нагрузке.
o   Физические параметры: исследования показывают, что громкость и частота звука играют меньшую роль, чем его семантическая значимость.
3.    Индивидуальные различия:
o   Объем рабочей памяти: лица с большим объемом рабочей памяти меньше подвержены данному эффекту.
o   Профессиональная подготовка: у музыкантов и звукорежиссеров феномен менее выражен.
4.    Ситуационные факторы:
o   Эмоциональное состояние: стресс и тревожность усиливают эффект.
o   Окружающая среда: в шумных условиях слепота к неожиданным изменениям в слуховой модальности будет проявляться сильнее.

## Объяснение феномена
Современная когнитивная наука предлагает несколько взаимодополняющих объяснений слепоты к неожиданным изменениям в слуховой модальности:
1.    Теория перцептивной нагрузки
Согласно этой теории, внимание является ограниченным ресурсом. Таким образом, когда перцептивная нагрузка достигает критического уровня, система начинает фильтровать входящую информацию. Это объясняет, почему при выполнении сложных задач даже значимые звуки могут не достигать сознания.
2.    Модель раннего отбора
По этой модели, фильтрация информации осуществляется еще на ранних этапах обработки ( до того, как происходит полный анализ содержания стимула). Это может объяснить, почему мы можем не замечать даже такой значимый стимул как собственное имя, произнесенное в момент высокой концентрации внимания на других стимулах.
3.    Модель позднего отбора 
Согласно еще одной модели, предполагается, что вся сенсорная информация проходит полную обработку, однако лишь релевантные стимулы достигают сознания.
4.    Эволюционная перспектива
Некоторые исследователи рассматривают слепоту к неожиданным изменениям в слуховой модальности как адаптивный механизм, позволяющий сосредоточиться на наиболее важной в данный момент информации, при этом игнорируя менее значимые сигналы.

## Связанные эффекты
·       Слепота невнимания — неспособность заметить неожиданный визуальный стимул.    
·       Эффект коктейльной вечеринки — способность выделять один голос среди шума.

## Критика и ограничения
1.     Эксперименты часто проводятся в лабораторных условиях, что может снижать экологическую валидность.
2.     Из-за особенностей внимания некоторые люди менее подвержены эффекту.